# Голый среди волков (фильм, 1963)
«Голый среди волков» (нем. Nackt unter Wölfen) — художественный фильм 1963 года, снятый на киностудии «ДЕФА» (ГДР) режиссёром Франком Байером по одноимённому автобиографическому роману Бруно Апица (1958, на русском языке изначально был издан под названием «В волчьей пасти», но затем публиковался под оригинальным названием).
Премьера фильма состоялась 10 апреля 1963 года. Советское телевидение показало фильм в сентябре 1969 года. В 2015 году был выпущен ремейк.
Центральная сюжетная линия была основана на истории оператора австрийской телекомпании «ORF» из Краковского гетто Штефана Ежи Цвейга (род. 28 января 1941 года), который вместе с отцом Захарией в 1944 году попал в Бухенвальд (его мать Елена и сестра Сильвия были отделены от них в августе 1944 года и погибли в Освенциме). Два капо, Роберт Зиверт и Вилли Бляйхер, спрятали Штефана в тифозном отделении лагерного лазарета, благодаря чему Штефан продержался до освобождения и после этого воссоединился с Захарией. Апиц, будучи сам заключённым Бухенвальда, не принимал в этой истории никакого участия, но до него, как и до многих заключённых, дошли слухи о скрываемом в лагере ребёнке, на основе которых он и придумал сюжет (в книге ребёнка зовут Штефан Циляк). Личность Цвейга была установлена только после выхода романа, когда он был студентом лионского Института прикладной политехнологии.

## Сюжет
В основе фильма подлинные события весны 1945 года в Бухенвальде. В концлагере действует подпольная антифашистская организация, членами которой являются заключённые разных национальностей: поляки, русские, немецкие коммунисты и другие. Подпольщики готовят восстание. Однажды из Освенцима прибывает состав с новыми заключёнными. Среди них старый поляк-заключённый, который привозит в чемодане маленького еврейского мальчика, которого немедленно прячут члены подпольного комитета лагеря, хотя и понимают, что в случае обнаружения малыша, всем им грозит провал запланированного восстания и смерть.
Немецкая администрация Бухенвальда узнаёт о ребёнке и, применяя бесчеловечные репрессии, требует его выдачи. Но сломить сопротивление узников не удаётся, в лагере вспыхивает восстание, в результате которого они обретают свободу.

## В ролях
- Юрген Штраух — ребёнок

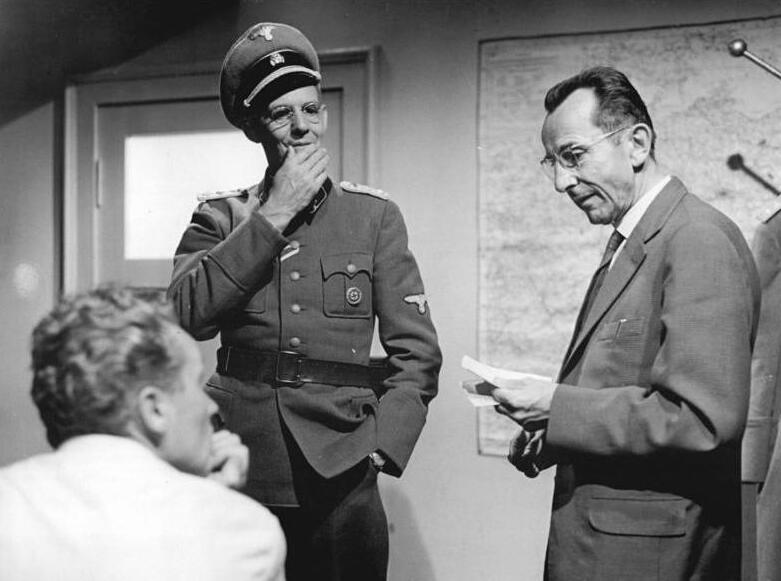
Писатель и сценарист Бруно Апиц (справа) на съёмках фильма «Голый среди волков». В центре — актёр Герберт Кёфер

- Болеслав Плотницкий — Захария Янковский
- Виктор Авдюшко — Леонид Богорский, советский военнопленный
- Зигмунт Малянович — Иозеф Прибуля
- Кристин Вуйчик — Мариан Кропинский
- Армин Мюллер-Шталь — Андре Хофель
- Эрвин Гешоннек — Вальтер Кремер
- Хайнц Шольц — штандартенфюрер Шваль
- Вернер Диссель — Отто Ланге
- Бруно Апиц — старик
- Ян Поган — Подичек
- Фред Дельмаре — Руди Пиппиг
- Джерри Вольф — Герберт Бочов
- Петер Штурм — Август Розе
- Эрик С. Кляйн
- Герберт Кёфер — Клуттиг
- Вольфрам Хандель — Звеллинг и др.

Фильм — участник Московского международного кинофестиваля 1963 года, был отмечен серебряным призом МКФ.